# Aora hircosa
Aora hircosa är en kräftdjursart. Aora hircosa ingår i släktet Aora och familjen Aoridae. Inga underarter finns listade i Catalogue of Life.